# 平本正宏
平本 正宏（ひらもと まさひろ、1983年 - ）は、東京都出身の作曲家/演奏家。東京藝術大学大学院音楽研究科修了。音楽レーベルTekna TOKYO主宰。

## 概要
東京藝術大学在学中から作曲家として活動を開始。
2004年芸術監督金森穣のダンスカンパニーNoismの作品『SHIKAKU』の音楽を担当。
2006年より写真家篠山紀信の映像作品digi+KISHINの音楽を担当。
2013年音楽を担当した映画『さよなら渓谷』（原作：吉田修一、監督：大森立嗣、出演：真木よう子、大西信満）が第35回モスクワ国際映画祭にて審査員特別賞を受賞する。
2014年蜷川幸雄演出の舞台作品『ジュリアス・シーザー』に音楽を提供する。
2016年オペラ作品『OPERA -NEO-』（音楽・脚本・演出：平本正宏、出演：皆本麻帆、空間：鳴川肇、 科学監修：田中雅臣、ステージング：小㞍健太、映像：田中啓介、衣装：SIKI IM、助成：公益財団法人東京都歴史文化財団 アーツカウンシル東京）を発表。
映画『セトウツミ』（監督：大森立嗣）、映画『少女』（監督：三島有紀子）の音楽を担当する。
NHKプレミアムよるドラマ『プリンセスメゾン』の音楽を担当する。
2017 年 1 月現代美術家束芋の新作インスタレーション「網の中」、新作パフォーマンス「網の外」の音楽を担当する。
7月ソロアルバム『-NEO-』をリリースする。
同年〜現在に至るまで、WEB UOMO 美女標本箱にて楽曲の提供を続けている。
2020年新国立劇場バレエ団ダンサーによるコンテンポラリーダンス作品集「DANCE to the Future 2020」（アドヴァイザー 遠藤康行）の音楽を担当する。
映画『ILE NOIRE 黒い島』（監督・撮影：篠山紀信）の音楽を担当し、また、シアターカンパニー カクシンハン「ロミオとジュリエット」の音楽を担当する。
2011年音楽レーベルTekna TOKYOを設立。現在まで9枚のアルバム作品を発表している。また、レーベル設立時より対談シリーズ"Tekna TOKYO document"を連載しており、これまでにヤマザキマリ（漫画家）、謝依旻（囲碁棋士）、中嶋一貴（レーシングドライバー）、幸村誠（漫画家）、ヲノサトル（作曲家、ミュージシャン）、若林幹夫（社会学者）、野村佑香（女優）、田中雅美（スポーツコメンテーター、シドニー五輪銅メダリスト）、長尾健太郎（数学者）などと対談を行っている。

## 経歴
2004年
- Project Noism04 『意識の壁』（演出・振付：金森穣）：作曲、演奏
- Noism04『SHIKAKU』 （演出・振付：金森穣）：作曲、演奏

2006年
- Noism06『sense datum』（演出・振付：金森穣）：作曲
- 篠山紀信の映像作品digi+KISHINの音楽を担当（〜現在）
- シノヤマキシンDVD写真集「クライハダカ」：音楽
- 展覧会「篠山紀信の美学」 at ラフォーレミュージアム：BGM

2008年
- digi+KISHIN DVD「月船さらら」：音楽

2010年
- コンサート「TOKYO nude」 at トーキョーワンダーサイト：作曲、演奏

2011年
- スターダンサーズバレエ団『LOVE LOVE ROBOT』 at ゆうぽうとホール：作曲、演奏
- Tekna TOKYOを設立
- 1st アルバム「TOKYO nude」リリース
- digi+KISHIN DVD「Team KISHIN From AKB48『窓からスカイツリーが見える』」：音楽
- ダンス作品『トキ』（振付：小㞍健太）：作曲
- コラボレーションコンサート「篠山紀信 digi+KISHIN music by 平本正宏」at ブルックリンパーラー

2012年
- コンサート『Sounding Tojo』 at 松戸市戸定邸
- アルバム「Tekna TOKYO Orchestra」リリース

2013年
- 映画『さよなら渓谷』：音楽
- 展覧会「コンタクト・ユニバース～宇宙を旅する音楽」展（建築家 鳴川肇、村上祐資と共作）：企画、音楽
- ダンス作品『朱鷺』（振付：小㞍健太） at 日中韓芸術祭2013 韓国光州市：作曲、演奏
- 奥村靫正インスタレーション作品「Lyrica 75」（第２回奥村祭り）：音楽
- PINKEYシングル「Love Beat」「ドキドキDockin'」：プロデュース、作曲
- 講義「束芋の現在」at 東京藝術学舎：講義
- トークイベント「東京・都市・音」 at 早稲田大学：出演、コンサート

2014年
- digi+KISHIN DVD book「Deauville Nuville」＆「森下悠里」：音楽
- 『OPERA ONE』＆『CHAMBER MUSIC ONE』同時リリース
- 舞台作品『ジュリアス・シーザー』（演出：蜷川幸雄）：楽曲提供
- 映画『ダリー・マルサン』（監督：高橋泉、第65回ベルリン国際映画祭フォーラム部門出品）：音楽

2015年
- 映画『女子の事件は大抵、トイレで起こるのだ。』（監督：白石和彌）：音楽
- digi+KISHIN DVD book「マナミ」（モデル：橋本マナミ）：音楽
- スペシャルライブ”橋本マナミ×篠山紀信×平本正宏" at COTTON CLUB：演奏
- ダンス作品『朱鷺』（振付：小㞍健太）at 佐渡春日神社／小金井公園：作曲、演奏
- 劇団イキウメ別館カタルシツ公演作品『語る室』（演出：前川知大）：音楽

2016年
- オペラ『OPERA -NEO-』at 東京芸術劇場 シアターイースト：作曲、脚本、演出
- 映画『セトウツミ』：音楽
- 『オリジナル・サウンドトラック「セトウツミ」』リリース
- 映画『少女』：音楽
- NHK プレミアムよるドラマ「プリンセスメゾン」：音楽

2017年
- Kyoto Art for Tomorrowー京都府新選抜展2017ー[2] 特別出品 束芋「網の中」：音楽 ／オープニングパフォーマンス「網の外」：作曲、演奏
- 平本正宏コンサート Masahiro Hiramoto "SOUNDTRACKS" at 公益財団法人早稲田奉仕園 スコットホール講堂
- 人形浄瑠璃新作「テクノお七」、「老人と宇宙少年」
- digi+KISHIN "LOVE DOLL"ライブ篠山紀信×平本正宏
- 『-NEO-』リリース

2018年
- ピアノアルバム『TOKYO PIANO』リリース
- シンセサイザーのみで即興的に作曲したアルバム『NEW YORK IMPROVISATION』、初期の電子音楽作品をコンパイルしたアルバム『EEW』をリリース。
- 緊縛師・ロープアーティスト・フォトグラファー Hajime Kinoko展覧会「Perfect Red展」オープニングセレモニーにて演奏

2019年
- 写真集『MANAMI BY KISHIN』& digi+KISHIN DVD BOOK「マナミ」サウンドトラック『MANAMI』リリース
- 資生堂プロフェッショナル「BEAUTY CONGRESS 2019」資生堂トップヘアメイクアップアーティスト計良宏文ヘアショーにてピアノを演奏
- 温室代表 ガーデンプランナー 塚田有一との花活けとピアノによるライブセッション『季譜 flower-notes』「墾る」、「滴る」を実施
- Hajime Kinoko with ROPES 『鬼 緊縛』刊行記念アートロープパフォーマンス＆チェキ撮影会にてロープアーティスト・緊縛師Hajime Kinokoとライブパフォーマンスを行う
- 振付家・ダンサー鈴木竜主宰ダンスカンパニーeltanin『White Space.』の音楽を担当する
- 温室代表 ガーデンプランナー塚田有一とのコラボレーションセッション『季譜 flower-notes』第二弾「滴る」、第三弾「もみつ」を行う
- 写真家 今井俊彦とコラボ・ライブ「Music for Last waltz in Airport」を行う

2020年
- 温室代表 ガーデンプランナー塚田有一とのコラボレーションセッション『季譜 flower-notes』第四弾「記す」を行う
- digi+KISHIN DVD「premiere ラリューシュの館」の音楽を担当する
- 新国立劇場バレエ団ダンサーによるコンテンポラリーダンス作品集「DANCE to the Future 2020」（アドヴァイザー 遠藤康行）の音楽を担当する
- digi+KISHIN DVD「ILE NOIRE」の音楽を担当する
- 映画『ILE NOIRE 黒い島』（監督・撮影 篠山紀信）の音楽を担当する
- カセットアルバム「Impro – Letter / Masahiro Hiramoto & Hirofumi Nakamura」リリース
- シアターカンパニー カクシンハン「ロミオとジュリエット」の音楽を担当する

2021年
- アルバム『With You』をリリースする
- ピアノアルバム『SLEEP MUSIC Relax Healing Aroma Spa Chill Night』をリリースする
- 日本バレエ協会主催令和3年度Balletクレアシオン 上演作品「The Overview Effect」[3]（振付：福田圭吾）の音楽を担当する
- 『東京CROSSING 舞台芸術祭2021』上演作品「ジュリアス・シーザー」[4]（演出：木村龍之介）の音楽を担当する
- 『東京CROSSING 舞台芸術祭2021』上演作品「ローマ帝国の三島由紀夫」[5]（リーディング公演、演出：木村龍之介）の音楽を担当する

2022年
- ピアノアルバム『シン・スイミン この時代を生き抜く為のリラックス 癒しのα波ピアノBGM』をリリースする

## 作品

### 映画音楽
- 『さよなら渓谷』
- 『ダリー・マルサン』
- 『女子の事件は大抵、トイレで起こるのだ。』
- 『セトウツミ』
- 『少女』
- 『イル・ノワール 黒い島』

### オペラ
- 『OPERA -NEO-』

### オリジナルアルバム
- 『TOKYO nude』
- 『Tekna TOKYO Orchestra』
- 『OPERA ONE』
- 『CHAMBER MUSIC ONE』
- 『オリジナル・サウンドトラック「セトウツミ」』
- 『-NEO-』
- 『TOKYO PIANO』
- 『NEW YORK IMPROVISATION』
- 『EEW』
- 『MANAMI』
- 『With You』

## 主な雑誌記事
- 平本正宏「「電子音楽ユニットのクラスター」へのインタビュー」『LIBERTINES』 No.3   太田出版 2010年 18頁 ISBN 9784778312336
- 日経ビジネスアソシエ2013年3月号 特集1 最新版 文具術 PART1 プロが明かす！「文具の流儀」